# 南方軍集団
南方軍集団（なんぽうぐんしゅうだん、ドイツ語: Heeresgruppe Süd）は、第二次世界大戦中のナチス・ドイツの東部戦線における陸軍の一軍集団をさす名称である。

## ポーランド侵攻
ドイツは1939年のポーランド侵攻に北方軍集団と南方軍集団の2つの軍集団を用いた。この戦役において南方軍集団はゲルト・フォン・ルントシュテットと参謀長エーリヒ・フォン・マンシュタインにより指揮された。

## 東部戦線
南方軍集団はバルバロッサ作戦のために編成されたドイツ軍の3つの軍集団のうちの一つである。
南方軍集団の主要目的はウクライナとその首都キエフの奪取であった。ウクライナはソ連の工業と鉱業の主要な中心であり、ヒトラーの唱える生存圏計画に必要な良質な農地を有していた。南方軍集団はボルガ河まで進出し、その後赤軍の一部を排除し北方軍集団と中央軍集団のレニングラードとモスクワそれぞれへの進路を確保する予定であった。
これらの初期の目的を達成するために、南方軍集団の戦闘序列には第1装甲軍とドイツ第6軍、第17軍そして第11軍とルーマニア第3軍および第4軍が含まれていた。
モスクワ前面での敗戦によりバルバロッサ作戦は失敗に終わったが、ドイツ軍の1942年の戦略は、南部戦線で夏季攻勢ブラウ作戦を行うことであった。ブラウ作戦は、第一段階でドン川西岸のソ連軍を撃破し、第2段階では攻勢軸を２つにわけ、一群はヴォルガ川を目指し、もう一群はバクー油田の占領をめざすものであった。1942年7月にはブラウ作戦の第2段階に入り、南方軍集団はコーカサスを目指すA軍集団とヴォルガ川を目指すB軍集団に分割され、消滅した。
1943年2月14日にドン軍集団とB軍集団は統合され、ふたたび南方軍集団が結成された。
1944年4月4日に南方軍集団（旧B軍集団・旧ドン軍集団）は北ウクライナ軍集団と改称され、A軍集団は南ウクライナ軍集団と改称された。
1944年9月に北ウクライナ軍集団はA軍集団に、南ウクライナ軍集団は南方軍集団に再改称された。

## 歴代司令官
- ゲルト・フォン・ルントシュテット　（1939.9.1 - 1941.12）
- ヴァルター・フォン・ライヒェナウ　（1941.12.1 - 1942.1.12 ）
- フェードア・フォン・ボック　（1942.1.12 - 1942.7.9）
- エーリヒ・フォン・マンシュタイン　（1943.2.12 - 1944.3.30）
- ヨハネス・フリースナー　（1944.9.23 -1944.12.28 ）
- オットー・ヴェーラー　（1944.12.28 - 1945.3.25）
- ロタール・レンデュリック　（1945.3.25 - 1945.4.2）
- フリードリヒ・シュルツ（ドイツ語版）（1945.4.2 - 1945.5.8）

## 構成ユニット
| 年月       | 構成ユニット                                                                   |
| ---------- | ------------------------------------------------------------------------------ |
| 1939年9月  | 第8軍、第10軍、第14軍                                                          |
| 1939年10月 | 北方・中央・南方軍集団に再編                                                   |
| 1941年6月  | 第6軍、第1装甲軍、第17軍、第11軍                                               |
| 1942年2月  | 第2軍、第6軍、クライスト装甲集団、第11軍                                       |
| 1942年6月  | 第2軍、第6軍、第1装甲軍、第17軍、ヴィータースハイム軍集団、第11軍              |
| 1942年7月  | ヴァイクス装甲集団、第6軍、第1装甲軍、第17軍、ヴィータースハイム軍集団、第11軍 |
| 1943年3月  | ケンプ軍支隊、第4装甲軍、第1装甲軍、 ホリト軍支隊                              |
| 1943年4月  | ケンプ軍支隊、 第6軍、第1装甲軍、第4装甲軍                                     |
| 1943年9月  | 第4装甲軍、第8軍、第1装甲軍、 第6軍                                            |
| 1943年10月 | 第4装甲軍、第8軍、第1装甲軍                                                    |
| 1943年11月 | 第4装甲軍、第8軍、第1装甲軍、Wehrmachts-Befehlshaber Ukraine                   |
| 1944年1月  | 第4装甲軍、第8軍、第6軍、第1装甲軍、 Wehrmachts-Befehlshaber Ukraine           |
| 1944年2月  | 第4装甲軍、第1装甲軍、第8軍、第6軍                                             |
| 1944年10月 | ヴェーラー軍集団、第6軍、第3ハンガリー軍                                       |
| 1944年11月 | ヴェーラー軍集団、フレッター・ピコ軍支隊、第2ハンガリー軍                      |
| 1944年12月 | ヴェーラー軍集団、第6軍、第3ハンガリー軍                                       |
| 1945年1月  | バルク軍集団、第8軍、第2装甲軍                                                 |
| 1945年4月  | 第6軍、第6装甲軍、第6軍、第2装甲軍                                             |